# Radio internetowe (urządzenie)

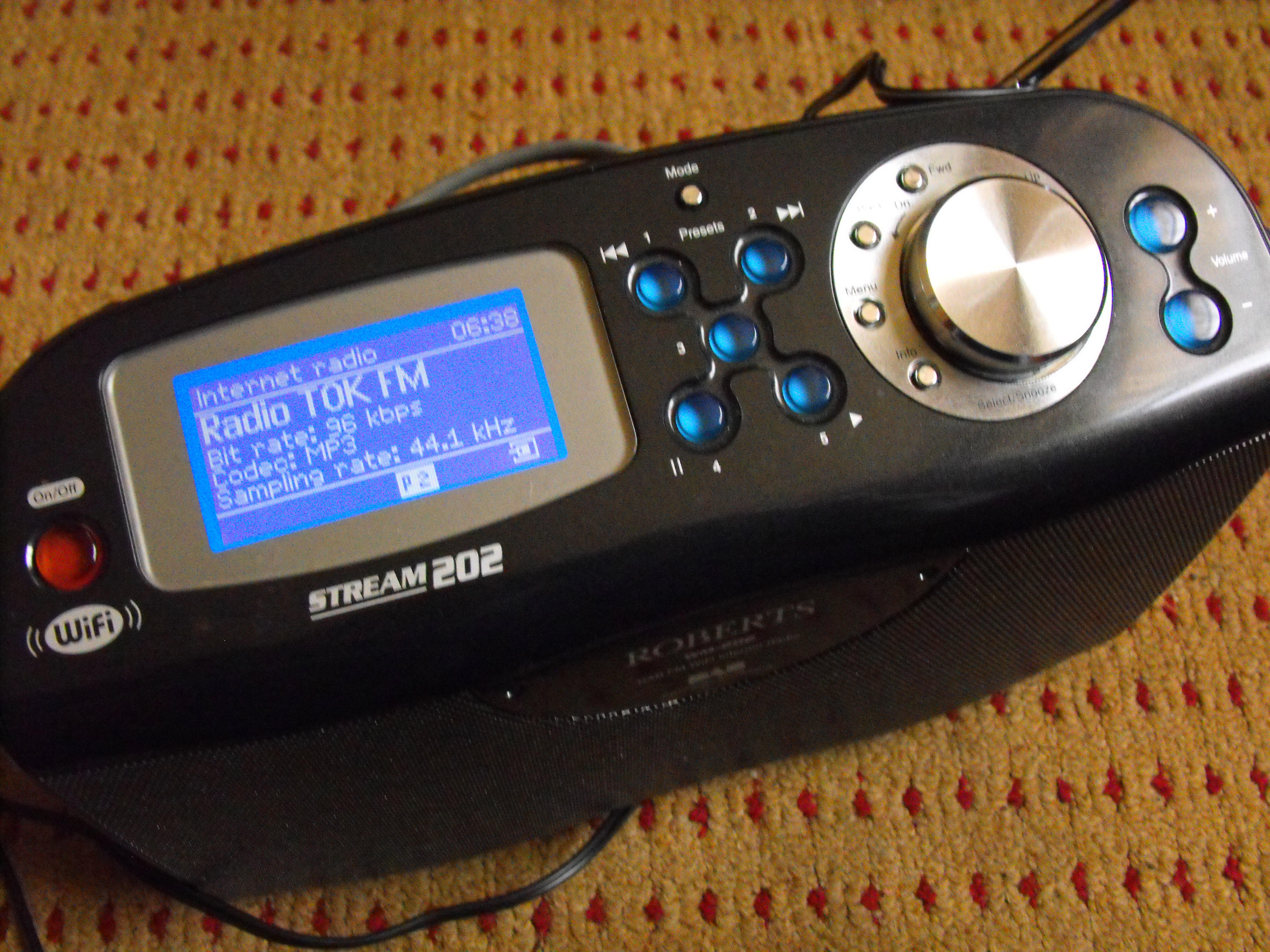
Odbiornik radia internetowego Stream 202 produkcji angielskiej firmy Roberts Radio

Radio internetowe – urządzenie cyfrowe do odsłuchiwania internetowych stacji radiowych oraz podcastów. Radio internetowe poprzez łącze Wi-Fi lub kablowe typu Ethernet łączy się z jednym portali radiowych, uzyskując dostęp do zarejestrowanych stacji internetowych. Najpopularniejsze portale radiowe to vTuner, TuneIn, Frontier Silicon, iBiquity i Reciva.
W panelu radia internetowego możliwe jest wyszukiwanie stacji muzycznych i podcastów na 3 sposoby: 
1. poprzez lokalizację – wybierając dany kontynent lub kraj
2. poprzez gatunek – wybierając dany gatunek muzyczny lub tematyczny, np. blues
3. poprzez wpisanie nazwy radia

Markowe radia internetowe dają możliwość słuchania około 6 tysięcy stacji radiowych oraz 10 tysięcy podcastów z całego świata.